# Cratere Prao
Prao  è un cratere sulla superficie di Marte.